# Jernej Glančnik
Jernej Glančnik, slovenski pravnik, gospodarstvenik in kulturni delavec * 22. avgust 1844, Sveti Štefan pri Velikovcu † 14. januar 1905, Maribor.
Po končani gimnaziji v Celovcu se je vpisal na Pravno akademijo v Zagrebu, kasneje pa je leta 1869 promoviral na Pravni fakulteti v Gradcu. Svojo odvetniško pisarno je odprl leta 1877 v Mariboru. Poznan je bil predvsem kot ravnatelj Posojilnice Maribor in kot idejni vodja izgradnje Narodnega doma v Mariboru. Zelo aktiven je bil tudi na kulturnem področju, kot predsednik Slovanske čitalnice, član Slovenskega političnega društva v Mariboru in drugih.  